# Lupinus albicaulis
Lupinus albicaulis là một loài thực vật có hoa trong họ Đậu. Loài này được Douglas miêu tả khoa học đầu tiên.